# Trypogeus apicalis
Trypogeus apicalis är en skalbaggsart som beskrevs av Fisher 1936. Trypogeus apicalis ingår i släktet Trypogeus och familjen långhorningar. Inga underarter finns listade i Catalogue of Life.